# إيرل فالكونر
إيرل فالكونر (بالإنجليزية: Earl Falconer)‏ هو موسيقي بريطاني، ولد في 23 يناير 1957 في برمنغهام في المملكة المتحدة.

## وصلات خارجية
- إيرل فالكونر على موقع IMDb (الإنجليزية)
- إيرل فالكونر على موقع ميوزك برينز (الإنجليزية)
- إيرل فالكونر على موقع أول ميوزيك (الإنجليزية)
- إيرل فالكونر على موقع ديسكوغز (الإنجليزية)